# Ham-Sud
Ham-Sud è un comune del Canada, situato nella provincia del Québec, nella regione di Estrie.